# Ex gratia
Ex gratia (іноді лат. ex-gratia, досл. «з милости») — латинський вираз, що використовується найчастіше в юридичному контексті. Коли щось зроблено ex gratia, це зроблено добровільно, з милості, від доброти спонукань. Юридична або фізична особа, яка здійснює такі виплати, не визнає за собою ніякої юридичної відповідальності.

## Приклади застосування
- Прем'єр-міністр Малайзії Абдулла Ахмад Бадаві оголосив у червні 2008 року невизначені виплати ex gratia суддям, які постраждали під час конституційної кризи в Малайзії 1988 року.
- Авіакомпанія Малайзія запропонувала виплатити співчуття (ex gratia) за кордон у розмірі 50 000 доларів США сім'ям кожного пасажира на борту відсутнього (передбачуваного аварійного) польоту MH370, але ті, хто постраждав, вважали умови неприйнятними і попросили авіакомпанію переглянути їх.
- У 2016 році уряд Нової Зеландії нагородив Девіда Бейна за екстративну виплату 925 тисяч доларів (ex gratia). Поки Бейн був виправданий у вбивстві своєї сім'ї в повторному розгляді, проведеному у 2009 році, захист не зміг довести свою невинуватість.